# Chung Ju-yung
Chung Ju-yung sau Jung Joo-young (n. 25 noiembrie 1915, Tongchon County⁠(d), Provincia Kangwon, RPDC – d. 21 martie 2001, Songpa District⁠(d), Seul, Coreea de Sud) a fost un antreprenor sud-coreean, om de afaceri și fondatorul grupurilor Hyundai din Coreea de Sud. Crescut ca fiul cel mare al unui fermier sărac coreean, el a devenit cel mai bogat om din Coreea de Sud. Chung a fost o parte integrantă a dezvoltării rapide a economiei Coreei, creșterea Hyundai Heavy Industries devenind cel mai mare constructor de nave din lume, precum și dezvoltarea Hyundai Motor Group în cel mai mare producător de automobile din Coreea și al treilea ca mărime din lume. Chung a fost, de asemenea, un contribuitor vital la dezvoltarea infrastructurii Coreei de Sud după distrugerea infrastructurii de către războiul coreean, cum ar fi construirea drumul expres Gyeongbu în 1970, conectarea capitalei, Seoul, la orașul port Busan, în alianță cu președintele Park Chung-hee.
Întreprinderile lui Chung au condus timpurile tumultuoase ale ocupației japoneze din Coreea de Sud, precum și stresul post-coreean asupra economiei. Chung și-a explicat succesul în declarația sa: „Oamenii noștri au reușit pentru că și-au devotat spiritele întreprinzătoare. Au folosit forțele altei minți. Convingerea ... creează eforturi incomode. Aceasta este cheia miracolelor (adevărate) ... Potențialul omului este nelimitat."